# Blake Lively

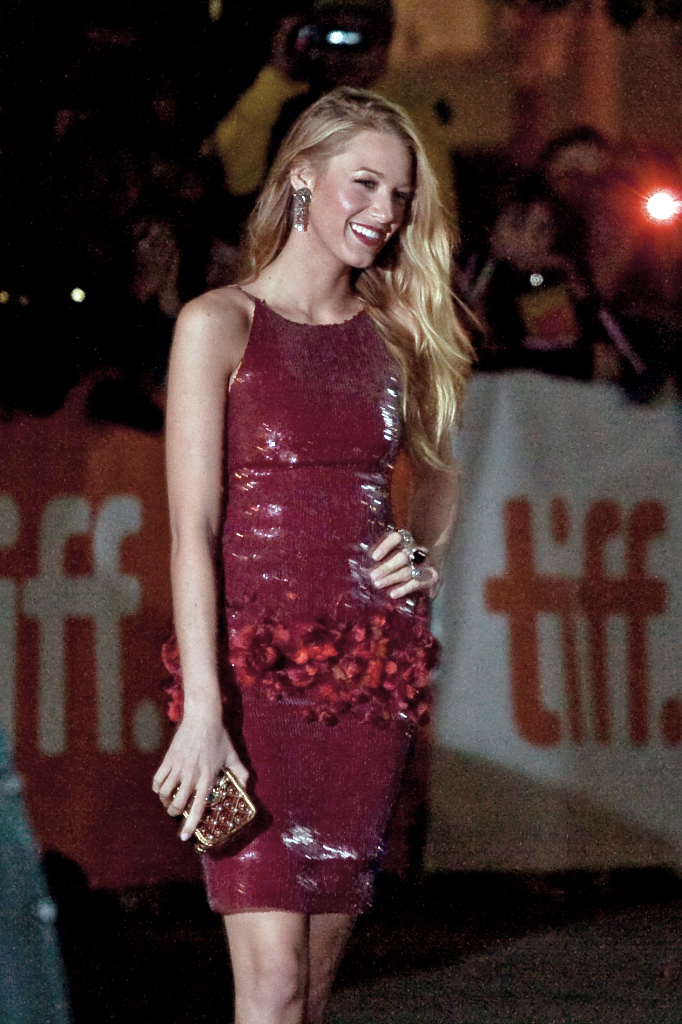
Blake Lively (2010)

Blake Lively, właśc. Blake Ellender Brown (ur. 25 sierpnia 1987 w Los Angeles) – amerykańska aktorka. Występowała w serialu Plotkara oraz filmach Stowarzyszenie wędrujących dżinsów, Green Lantern czy Wiek Adaline.

## Dzieciństwo
Jest córką Erniego Browna i Elaine Lively. Ernie Lively był aktorem i reżyserem. Elaine Lively również związana jest z przemysłem filmowym – pracuje jako dziecięca agentka i menedżerka. Blake Lively jest najmłodsza z piątki rodzeństwa – ma dwóch starszych braci (Erica i Jasona) i dwie starsze siostry (Lori i Robyn). Całe rodzeństwo również poświęciło się aktorstwu, tak jak ich ojciec. W wieku 5 lat Blake Lively udała się na casting do roli Natalie Hillard w filmie Pani Doubtfire z Robinem Williamsem, przegrała w finałowej rywalizacji z Marą Wilson. W 1998 roku wystąpiła w muzycznym filmie Sandman w reżyserii swojego ojca, jednak nie zachęciło jej to do dalszych działań w aktorstwie. W latach 2001–2005 Blake Lively studiowała w szkole średniej w Burbank High. Pełniła funkcję przewodniczącej klasy, należała do grupy cheerleaderek oraz uczęszczała na zajęcia chóru szkolnego. Lively w jednym z wywiadów przyznała, że przez cały okres swojej edukacji uczęszczała do 13 różnych szkół. Jej marzeniem było studiować na Uniwersytecie Stanford.

## Kariera

### Powrót do aktorstwa
W 2005 roku brat Blake postanowił przedstawić siostrę swojemu agentowi. Eric Lively był przekonany o talencie siostry i namówił ją na casting do młodzieżowego filmu Stowarzyszenie wędrujących dżinsów. Swoją premierę w 2006 roku miała komedia Przyjęty. Blake Lively zagrała w filmie główną rolę kobiecą u boku takich aktorów jak Jonah Hill, Justin Long oraz Kellan Lutz. Kolejnym dorobkiem filmowym był horror Śmiertelna wyliczanka, w którym Blake zagrała niewielką rolę, ale wystąpiła wraz ze swoją siostrą, ojcem i szwagrem. W 2007 roku w kinach ukazał się film Elvis i Anabelle.

### Plotkara
W 2007 roku stacja The CW wystartowała z nowym serialem Plotkara, na podstawie serii książek Cecily von Ziegesar o tym samym tytule, gdzie Blake Lively wcieliła się w rolę Sereny van der Woodsen. Serial szybko zdobył popularność wśród widzów. Nie tylko z powodu przedstawionej historii, ale przykuwał uwagę głównie z powodu elementów stylistycznych. Widzowie chętnie inspirowali się stylem ubioru bohaterów, do tego stopnia, że dzień po emisji odcinka każdy element stroju znikał ze sklepowych półek. Dzięki serialowi Blake Lively zdobyła rozgłos i popularność. Emisja serialu zakończyła się po 6 sezonach pod koniec 2012 roku. Rola Sereny van der Woodsen przyniosła jej wiele nominacji do nagród, w tym People’s Choice oraz Teen Choice.

### Powrót na duży ekran
W 2009 roku dołączyła do gwiazdorskiej obsady dwóch produkcji: romantycznego i nowelowego filmu Zakochany Nowy Jork (segment Brett Ratner) oraz dramatu Prywatne życie Pippy Lee.
W 2010 roku Lively wzięła udział w castingu do filmu Miasto złodziei, w reżyserii Bena Afflecka. Akcja filmu miała rozgrywać się w Bostonie, dlatego reżyser szukał aktorów, którym uda się zidentyfikować z tutejszym stylem bycia i akcentem. Gdy na castingu pojawiła się Blake Lively i odczytała swoją kwestię, brzmiała tak autentycznie, że Affleck zapytał ją, w której części Bostonu się wychowała – tak naprawdę Lively urodziła się i dorastała w Kalifornii. W ramach przygotowań do roli została poproszona przez reżysera o zapoznanie się z mieszkańcami Charlestown. Aktorka spędziła miesiąc, identyfikując się z nimi oraz odwiedzając ich mieszkania i bary.
W czerwcu 2011 roku odbyła się premiera filmu Green Lantern, w rolach głównych wystąpili Blake Lively oraz Ryan Reynolds. O rolę Carol Ferris, aktorka walczyła z Keri Russell, Evą Green, Jennifer Garner i Diane Kruger.
W filmie Prowincjuszka Lively zagrała u boku Chloë Grace Moretz, Juliette Lewis, Aleca Baldwina oraz Eddiego Redmayne. Pierwotnie rolę Glendy miała zagrać Kirsten Dunst, ale odrzuciła ją z powodu konfliktów w harmonogramie. W 2012 roku Blake wystąpiła w filmie Savages: Ponad bezprawiem. Film przy budżecie 45 mln $ zarobił 82 mln $ i uzyskał przeciętne opinie krytyków. W 2015 roku odbyła się premiera filmu Wiek Adaline, w którym Lively wciela się w postać młodej kobiety, która wskutek wypadku przestaje się starzeć. Blake Lively nie była główną kandydatką do roli w tym filmie, jednak twórcy zdecydowali się na zatrudnienie jej po tym, jak z roli zrezygnowały kolejno Katherine Heigl oraz Natalie Portman. Film uzyskał przychód 65 mln $ przy budżecie 25 mln $.
Rok 2016 Blake rozpoczęła od filmu Śmietanka towarzyska w reżyserii Woody’ego Allena. Kilka miesięcy później w kinach pojawił się dramat 183 metry strachu. Film pomimo niskiego budżetu (17 mln $), okazał się hitem kasowym zarabiając na całym świecie prawie 120 mln $. Kolejny film w filmografii aktorki okazał się finansową klapą. Zysk na całym Świecie z dramatu Widzę tylko ciebie to zaledwie 678 tysięcy $ przy budżecie 30 mln $.
Po dwóch latach przerwy w aktorstwie, w 2018 roku Lively wystąpiła wraz z Anną Kendrick w filmie Zwyczajna przysługa. Film opowiada o śledztwie prowadzonym przez kobietę po zaginięciu jej przyjaciółki. Obraz zebrał pozytywne opinie wśród recenzentów, uzyskując średnią ocen 67/100 na portalu metacritic. Finalnie film zarobił na całym świecie ponad 97 mln $ przy budżecie 20 mln $. W 2020 roku zagrała główną rolę w filmie Sekcja rytmiczna.
W 2024 roku zagrała w filmie It Ends with Us na podstawie powieści Colleen Hoover o tym samym tytule . Produkcja okazała się dużym sukcesem, według danych z box office'u zarobiła 197 388 816 dolarów na całym świecie. Film zyskał również rozgłos za sprawą konfliktu odtwórców głównych ról - Blake Lively i Justina Baldoniego. W grudniu 2024 roku aktorka wystąpiła z pozwem przeciwko reżyserowi It Ends with Us, oskarżając go o niestosowne zachowanie na planie filmu. Baldoni zapowiedział kontrpozew.

## Filmografia
| Rok  | Film                                 | Rola                           |
| ---- | ------------------------------------ | ------------------------------ |
| 1998 | Sandman                              | Trixie                         |
| 2005 | Stowarzyszenie wędrujących dżinsów   | Bridget                        |
| 2006 | Przyjęty                             | Monica Moreland                |
| 2006 | Śmiertelna wyliczanka                | Jenny                          |
| 2007 | Elvis i Anabelle                     | Anabelle                       |
| 2007 | Plotkara                             | Serena van der Woodsen         |
| 2008 | Stowarzyszenie wędrujących dżinsów 2 | Bridget                        |
| 2009 | Prywatne życie Pippy Lee             | Nastoletnia Pippa Lee          |
| 2009 | Zakochany Nowy Jork                  | Była dziewczyna „Brett Ratner” |
| 2010 | Miasto złodziei                      | Krista Coughlin                |
| 2011 | Prowincjuszka                        | Glenda                         |
| 2011 | Green Lantern                        | Carol Ferris                   |
| 2012 | Savages: Ponad bezprawiem            | Ophelia „O” Sage               |
| 2015 | Wiek Adaline                         | Adaline Bowman                 |
| 2016 | 183 metry strachu                    | Nancy                          |
| 2016 | Widzę tylko ciebie                   | Gina                           |
| 2016 | Śmietanka towarzyska                 | Veronica                       |
| 2018 | Zwyczajna przysługa                  | Emily Nelson                   |
| 2020 | The Rhythm Section                   | Stephanie Patrick              |
| 2024 | It Ends with US                      | Lily Bloom                     |

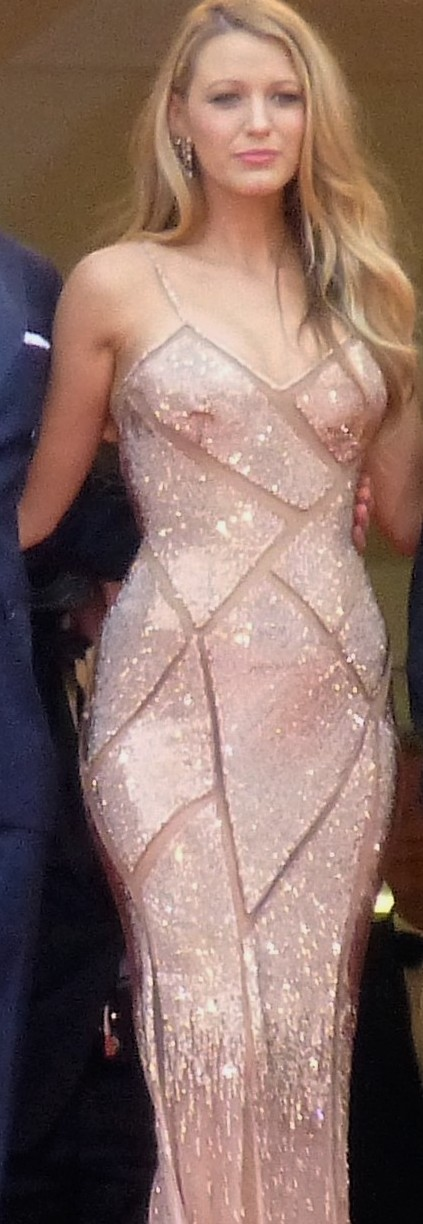
Blake Lively (2016)

- Informacje pobrane z portalu filmweb.pl[38]

## Życie prywatne
Jest protestantką wyznania baptystycznego.
Na początku kariery jej partnerem był Kelly Blatz. Na planie Plotkary, zaczęła się spotykać z Pennem Badgley, z którym była w związku przez kolejne trzy lata. Później przez pięć miesięcy spotykała się z Leonardo DiCaprio. W 2011 na planie filmu Green Lantern poznała swojego przyszłego męża Ryana Reynoldsa, z którym wzięła ślub we wrześniu 2012. Mają trzy córki: James (ur. 2014), Inez (ur. 2016), Betty (ur. 2019) i syna Olin (ur. 2023).